# 小久保玲央ブライアン
小久保 玲央 ブライアン（こくぼ れお ブライアン、2001年1月23日 - ）は、千葉県出身のサッカー選手。ジュピラー・プロ・リーグ・シント＝トロイデンVV所属。ポジションはゴールキーパー。父親がナイジェリア人、母親が日本人。

## 経歴

### 柏レイソル
柏エフォートFC、柏レイソルU-15、柏レイソルU-18を経て、2018年に柏レイソルトップチームに2種登録選手として登録された。また、2018年1月に行われたアルカス国際カップでは大会最優秀GKに選出された。

### SLベンフィカ
2019年1月、アルカス国際カップの活躍を受け、ポルトガル1部のベンフィカのU-23チームに加入することが発表された。2020年8月25日、UEFAユースリーグ決勝のレアル・マドリード戦に先発して2-3で敗れるも、大会準優勝に貢献した。
2020年10月17日、ベンフィカBで初のベンチ入りを果たす。その後は試合に招集されるものの出場することはなく、主にU-23チームで試合に出場した。
2022年1月11日、ポルトB戦でベンフィカBデビューを果たした。試合はフル出場するものの1-2で敗れた。1月16日のリーグ戦にも2試合連続で先発、フル出場し、この試合では好セーブを連発する活躍で3-0の勝利に貢献した。2月22日、2月26日の2試合ともに先発フル出場をはたし、チームの勝利に貢献した。5月13日、プリメイラ・リーガ 21/22シーズンの最終節である第34節パソス・デ・フェレイラ戦で初のトップチームのベンチ入りを果たす。試合は2-0で勝利したが出場はなかった。

### シント＝トロイデンVV
2024年7月11日、ベルギー1部のシント＝トロイデンへの完全移籍が発表された。

## 人物
2024年7月から開催されているパリオリンピックのU-23日本代表に選ばれ、予選3試合すべてで先発出場しいずれも無失点。特に2戦目のマリ戦での幾度となくチームのピンチを救い、終盤には相手のPK阻止など顕著な活躍を見せ、GKとして日本最後の砦となりゴールを守りきるその頼もしい姿から、苗字である「小久保ブライアン」を捩った「国防ブライアン」がSNSで話題となり、一気に愛称として広まった。
このことについて本人は「（言われているのは）知ってます。すごくうまいなと思ったので嬉しいニックネームですね。そのニックネーム通り国を守れたらいいなと思います」と語っている。

## 特徴
身長193 cmは歴代のU-23日本代表の中でも同じくパリオリンピックU-23日本代表の野澤大志ブランドンと並んでトップクラスである。

## 所属クラブ
- 柏エフォートFC
- 柏レイソルU-15
- 2016年 - 2018年 柏レイソルU-18（日本体育大学柏高等学校）
  - 2018年  柏レイソル（2種登録選手）
- 2019年 - 2020年  ベンフィカ U-23
- 2020年 - 2024年  ベンフィカB
- 2023年 - 2024年  ベンフィカ
- 2024年 -  シント＝トロイデン

## 個人成績
| 国内大会個人成績 | 国内大会個人成績   | 国内大会個人成績 | 国内大会個人成績 | 国内大会個人成績 | 国内大会個人成績 | 国内大会個人成績 | 国内大会個人成績 | 国内大会個人成績 | 国内大会個人成績 | 国内大会個人成績 | 国内大会個人成績 |
| 年度             | クラブ             | 背番号           | リーグ           | リーグ戦         | リーグ戦         | リーグ杯         | リーグ杯         | オープン杯       | オープン杯       | 期間通算         | 期間通算         |
| 年度             | クラブ             | 背番号           | リーグ           | 出場             | 得点             | 出場             | 得点             | 出場             | 得点             | 出場             | 得点             |
| ポルトガル       | ポルトガル         | ポルトガル       | ポルトガル       | リーグ戦         | リーグ戦         | リーグ杯         | リーグ杯         | ポルトガル杯     | ポルトガル杯     | 期間通算         | 期間通算         |
| ---------------- | ------------------ | ---------------- | ---------------- | ---------------- | ---------------- | ---------------- | ---------------- | ---------------- | ---------------- | ---------------- | ---------------- |
| 2021-22          | ベンフィカ         | 45               | プリメイラ       | 0                | 0                | 0                | 0                | 0                | 0                | 0                | 0                |
| 2022-23          | ベンフィカ         | 45               | プリメイラ       | 0                | 0                | 0                | 0                | 0                | 0                | 0                | 0                |
| 2023-24          | ベンフィカ         | 45               | プリメイラ       | 0                | 0                | 0                | 0                | 0                | 0                | 0                | 0                |
| ベルギー         | ベルギー           | ベルギー         | ベルギー         | リーグ戦         | リーグ戦         | リーグ杯         | リーグ杯         | ベルギー杯       | ベルギー杯       | 期間通算         | 期間通算         |
| 2024-25          | シント＝トロイデン | 16               | ジュピラー       | 33               | 0                | -                | -                | 0                | 0                | 33               | 0                |
| 通算             | ポルトガル         | ポルトガル       | プリメイラ       | 0                | 0                | 0                | 0                | 0                | 0                | 0                | 0                |
| 通算             | ベルギー           | ベルギー         | ジュピラー       | 27               | 0                | -                | -                | 27               | 0                | 27               | 0                |
| 総通算           | 総通算             | 総通算           | 総通算           | 27               | 0                | 0                | 0                | 0                | 0                | 27               | 0                |

その他の公式戦
| 2020-21 | ベンフィカB | -          | セグンダ | 0  | 0 | 0  | 0 |
| 2021-22 | ベンフィカB | 45         | セグンダ | 9  | 0 | 0  | 0 |
| 2022-23 | ベンフィカB | 45         | セグンダ | 0  | 0 | 0  | 0 |
| 2023-24 | ベンフィカB | 45         | セグンダ | 16 | 0 | 0  | 0 |
| 通算    | ポルトガル  | ポルトガル | セグンダ | 25 | 0 | 25 | 0 |
| 総通算  | 総通算      | 総通算     | 総通算   | 25 | 0 | 25 | 0 |

- 2025年
  - ベルギーリーグ・プレーオフ 6試合0得点

## タイトル

### 代表
U-21日本代表
- ドバイカップU-23（2022年）

U-23日本代表
- AFC U23アジアカップ（2024年）

## 代表歴
- U-16日本代表
  - International Youth (U-17) Four Countries Football Tournament（2016年）
- U-18日本代表
  - SBSカップ 国際ユースサッカー（2018年）
  - リスボン国際トーナメントU18（2019年）
  - スペイン遠征（2019年）
  - AFC U-19選手権予選（2019年）
- U-21日本代表
  - ドバイカップU-23（2022年）
  - AFC U23アジアカップ（2022年）
- U-22日本代表
  - キリンチャレンジカップ（2019年）
  - 欧州遠征（2023年）
  - AFC U23アジアカップ予選（2023年）
- U-23日本代表
  - AFC U23アジアカップ（2024年）
  - パリオリンピック2024（2024年）[15]